# Hội Bảo tồn Di sản chữ Nôm
Hội Bảo tồn Di sản chữ Nôm (tiếng Anh: Vietnamese Nôm Preservation Foundation, Hán-Nôm: 會保存遺産喃) là một tổ chức bảo tồn ngôn ngữ phi lợi nhuận trụ sở tại Cary, North Carolina, Hoa Kỳ và có cơ quan tại Hà Nội, Việt Nam. Thành lập vào năm 1999, mục đích của tổ chức này là bảo tồn chữ Nôm (chữ viết tượng hình dựa trên cơ sở chữ Hán của người Việt thời cổ xưa) còn sót lại trong các thủ bản, dòng chữ khắc và dòng chữ khắc trên gỗ. Năm 2018, Hội Bảo tồn Di sản chữ Nôm đã đạt được mục tiêu ban đầu và sau đó giải tán.

### Công cụ cung cấp bởi VNPF
- "Công cụ tra cứu chữ Nôm". Hội Bảo tồn di sản Nôm. Truy cập ngày 8 tháng 8 năm 2014.
- "Tự điển chữ Nôm". Hội Bảo tồn di sản Nôm. Truy cập ngày 8 tháng 8 năm 2014.
- "Bộ phông chữ Nôm". Hội Bảo tồn di sản Nôm. Truy cập ngày 8 tháng 8 năm 2014.